# Université de Tlemcen
 (mars 2023).
L'université Abou Bekr Belkaid est située à Tlemcen en Algérie. Elle est créée par le décret de 1989 et compte huit facultés réparties autour de plusieurs pôles à travers la wilaya de Tlemcen.
En 2022, l'université est classée au 2e rang dans le classement national des universités fait par le ministère de l'Enseignement supérieur et de la Recherche scientifique en Algérie.

## Historique
Sur la période (1974-1980), l'enseignement supérieur a d'abord été assuré au sein d’un centre universitaire qui regroupait les seuls troncs communs des sciences exactes et biologie. Cet enseignement s’est étendu à de nouvelles filières à travers les années. En juin 1984, a eu lieu la sortie des premières promotions en sciences sociales et humaines en langue nationale ; en août 1984, la création des instituts nationaux d’enseignement supérieur et de nouvelles filières. L'université a été créée par le décret n°89-138 du 1er août 1989, modifié et complété par le décret exécutif n°95-205 du 5 août 1995, puis modifié par le décret exécutif n°98-391 du 2 décembre 1998[source insuffisante].

## Facultés
L’université Abou Bekr Belkaid se compose de huit facultés qui compte chacune un ou plusieurs départements :
- Faculté des sciences
- Faculté de technologie
- Faculté de droit et des sciences politiques
- Faculté des lettres et des langues
- Faculté des sciences de la nature et de la vie et sciences de la terre et de l'univers
- Faculté de médecine Dr Benzerdjeb Benaouda
- Faculté des sciences économiques, commerciales et des sciences de gestion
- Faculté des sciences humaines et sociales

## Pôles universitaires
L'université comprend plusieurs pôles :
- Nouveau pôle (pôle rocade)
- Pôle Chetouane
- Pôle Imama
- Pôle centre-ville
- Pôle Kiffane

## Galerie

Sélection de vues
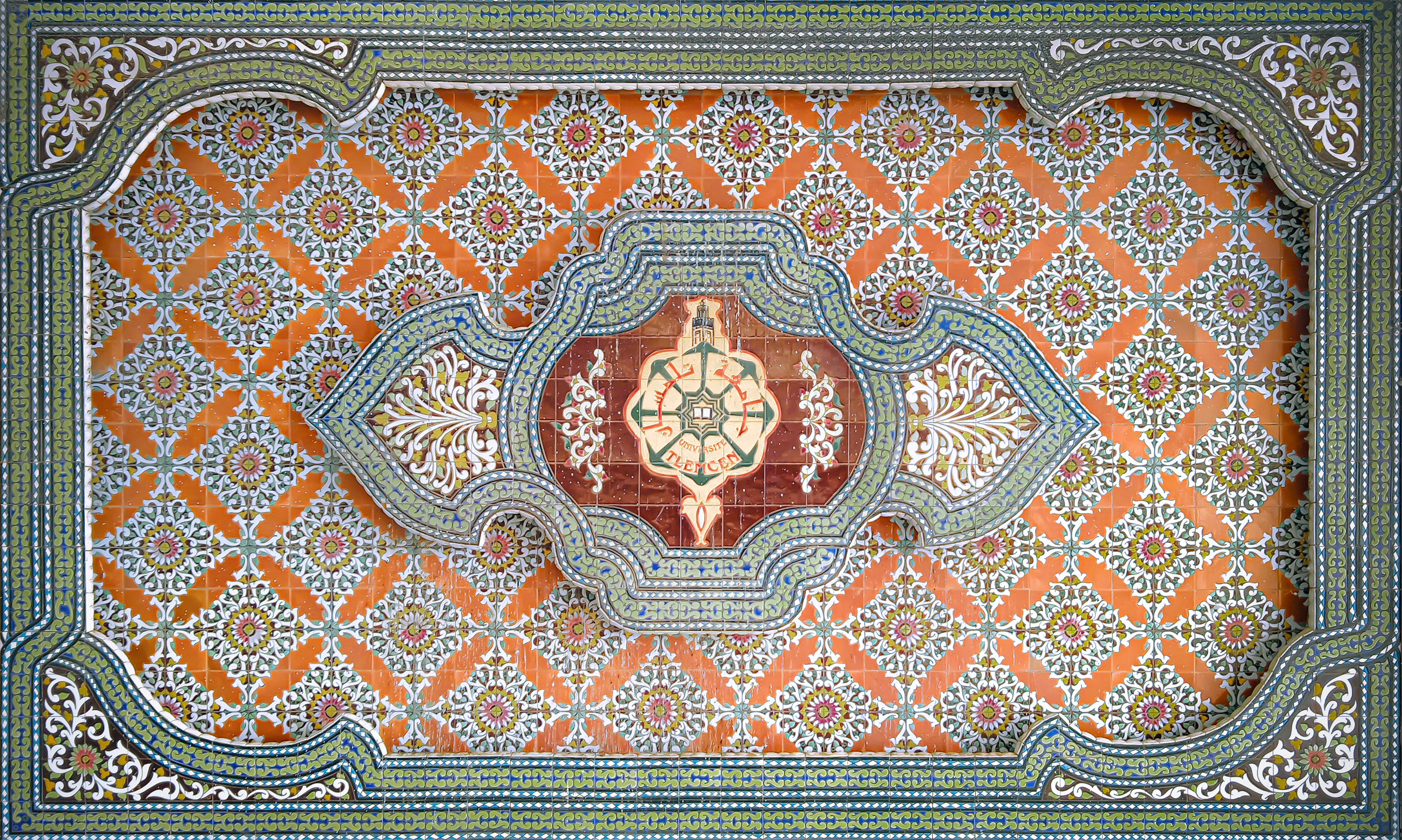
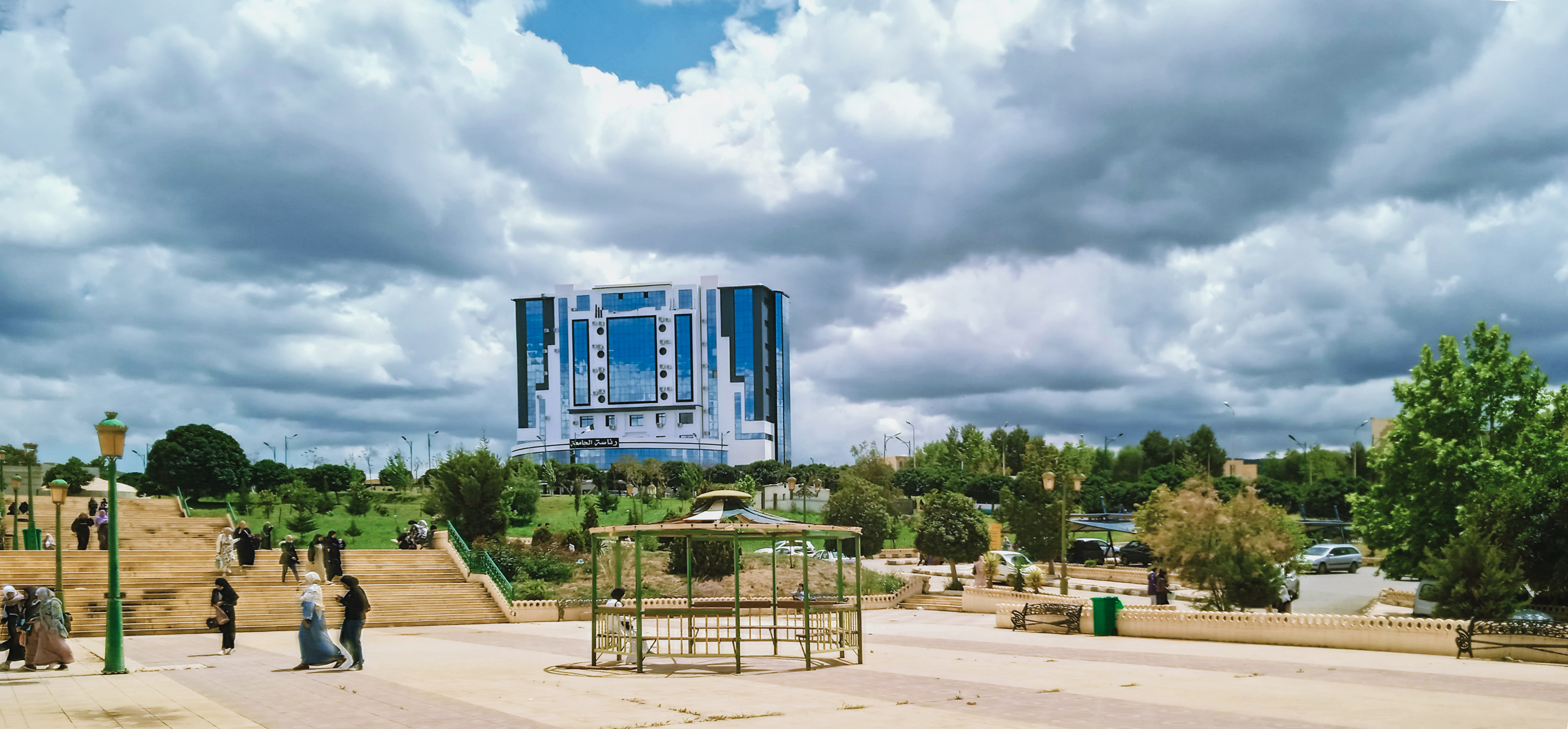
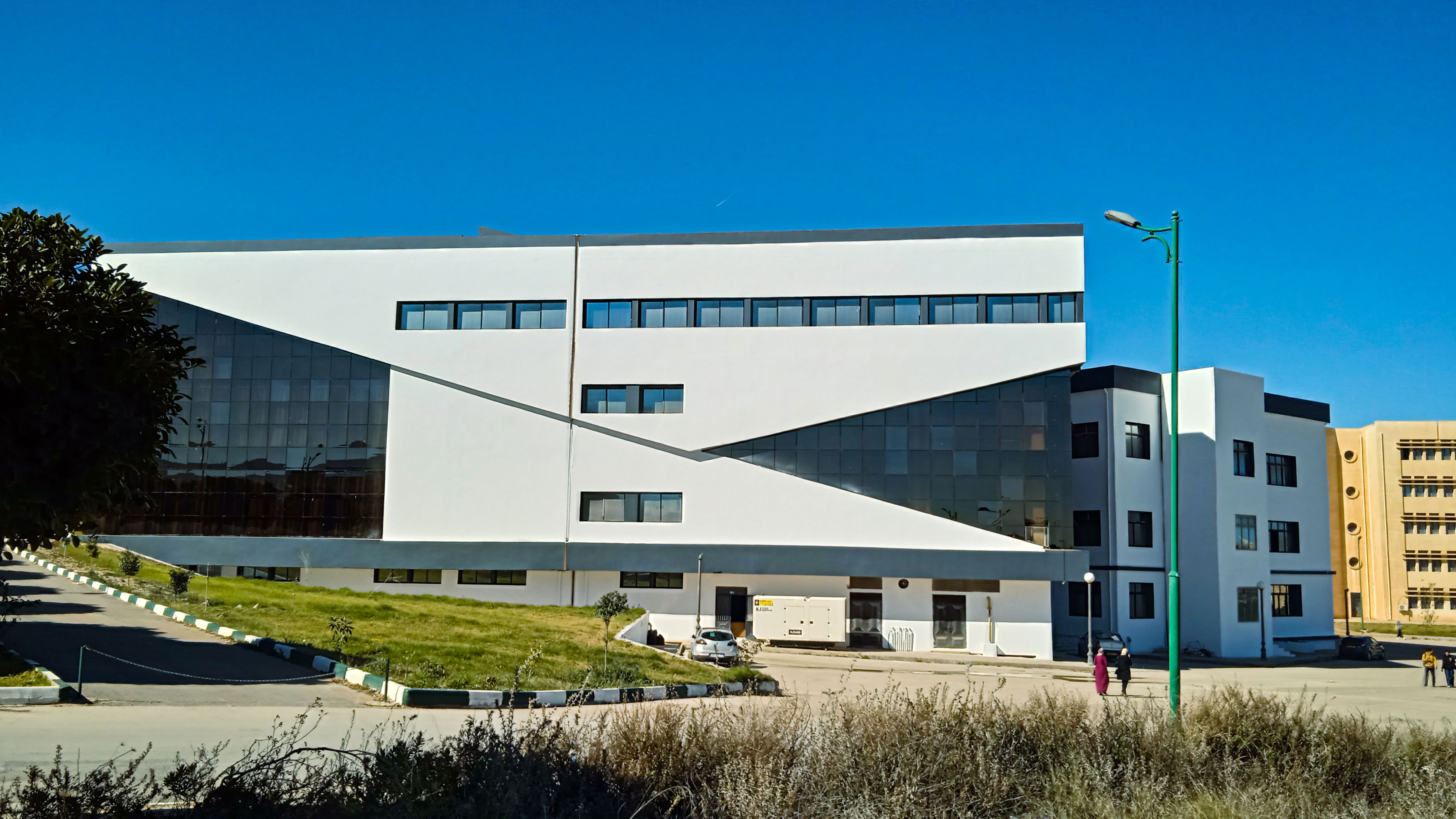
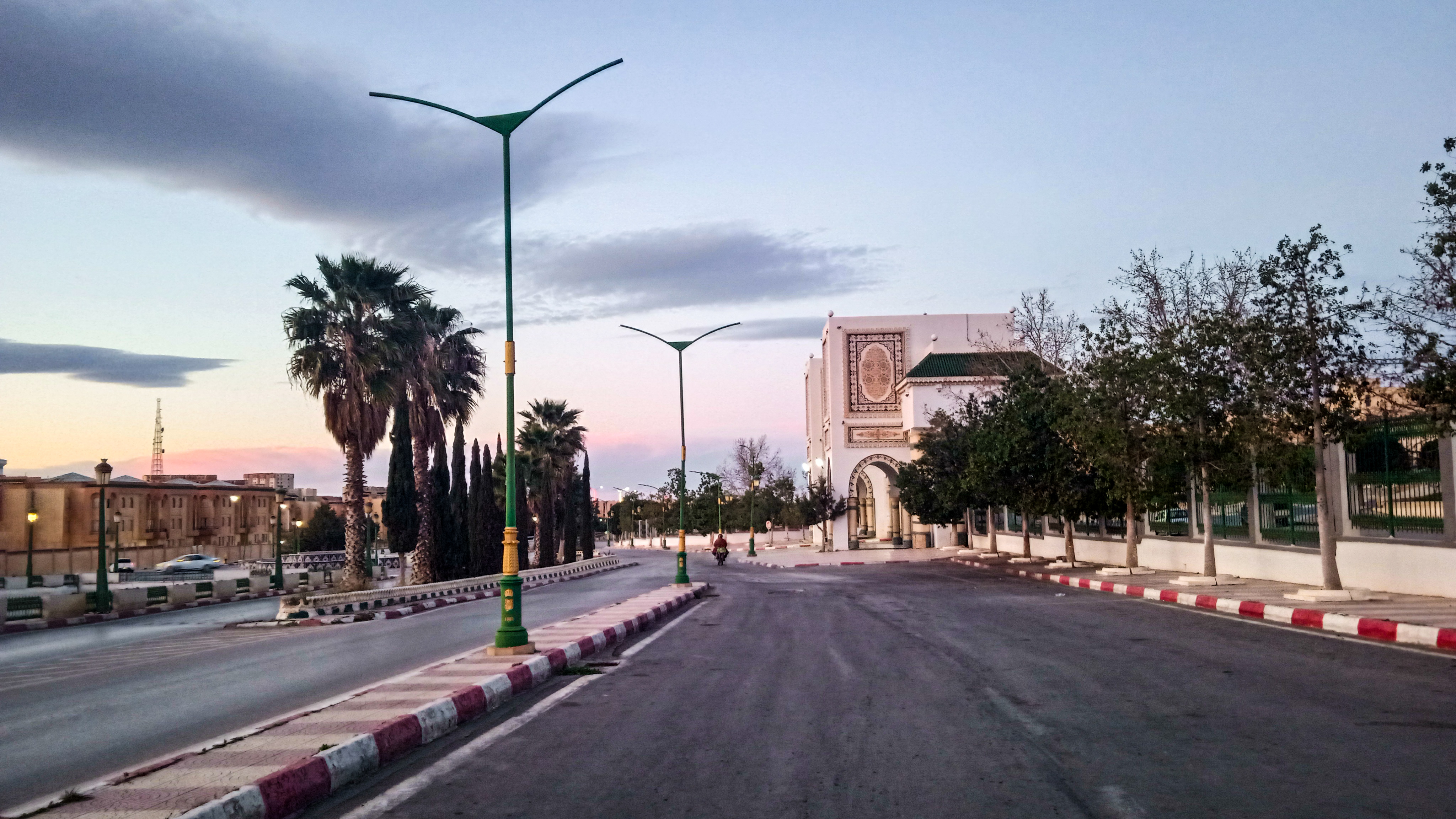